# Bela Badea
Bela Badea (21 februari 1969) is een Roemeens schaker met een FIDE-rating van 2548 in 2005 en 2456 in 2016. Hij is, sinds 1999, een grootmeester.
Van 25 nov. t/m 6 dec. 2005 speelde hij mee in het toernooi om het kampioenschap van Roemenië dat in Baile Tusnad gespeeld werd. Alin Berescu eindigde met 8 punten uit 11 ronden op de eerste plaats en Badea werd derde met 7,5 punt. 